# جیلیان بچ
جیلیان بچ (انگلیسی: Jillian Bach؛ زادهٔ ۲۷ آوریل ۱۹۷۳) یک هنرپیشه اهل ایالات متحده آمریکا است. وی از سال ۱۹۹۸ میلادی تاکنون مشغول فعالیت بوده‌است. 